# Дженоа (Вісконсин)
Дженоа (англ. Genoa) — селище (англ. village) в США, в окрузі Вернон штату Вісконсин. Населення — 232 особи (2020).

## Географія
Дженоа розташована за координатами 43°34′24″ пн. ш. 91°13′34″ зх. д. / 43.57333° пн. ш. 91.22611° зх. д. (43.573338, -91.226053).  За даними Бюро перепису населення США в 2010 році селище мало площу 0,79 км², з яких 0,77 км² — суходіл та 0,02 км² — водойми. В 2017 році площа становила 0,95 км², з яких 0,93 км² — суходіл та 0,02 км² — водойми.

## Демографія
Згідно з переписом 2010 року, у селищі мешкали 253 особи в 110 домогосподарствах у складі 73 родин. Густота населення становила 322 особи/км².  Було 120 помешкань (153/км²).
Расовий склад населення:
| - 97,2 % — білих - 1,6 % — корінних американців - 0,4 % — азіатів |

До двох чи більше рас належало 0,8 %. Частка іспаномовних становила 0,0 % від усіх жителів.
За віковим діапазоном населення розподілялося таким чином: 23,3 % — особи молодші 18 років, 54,2 % — особи у віці 18—64 років, 22,5 % — особи у віці 65 років та старші. Медіана віку мешканця становила 43,8 року. На 100 осіб жіночої статі у селищі припадало 107,4 чоловіків;  на 100 жінок у віці від 18 років та старших — 115,6 чоловіків також старших 18 років.
Середній дохід на одне домашнє господарство  становив 57 349 доларів США (медіана — 51 250), а середній дохід на одну сім'ю — 58 481 долар (медіана — 58 125). Медіана доходів становила 50 341 долар для чоловіків та 31 000 доларів для жінок. За межею бідності перебувало 8,2 % осіб, у тому числі 8,3 % дітей у віці до 18 років та 9,6 % осіб у віці 65 років та старших.
Цивільне працевлаштоване населення становило 118 осіб. Основні галузі зайнятості: виробництво — 22,0 %, освіта, охорона здоров'я та соціальна допомога — 20,3 %, мистецтво, розваги та відпочинок — 11,9 %, роздрібна торгівля — 9,3 %.